# St. Vith
St. Vith (tiếng Đức: Sankt Vith; tiếng Pháp: Saint-Vith; tiếng Luxembourg: Sankt Väit) là một đô thị thuộc tỉnh Liège, và thuộc the cộng đồng nói tiếng Đức ở Bỉ. Đô thị được đặt tên theo thánh Vitus.
Tại thời điểm ngày 1 tháng 1 năm 2006,, St. Vith có tổng dân số 9.169 người. Tổng diện tích là 146,93 km², với mật độ dân số 62 người trên mỗi km². Ngôn ngữ chính thức ở đô thị là tiếng Đức.